# Mirko Ivanić
Mirko Ivanić (in serbo Мирко Иванић?; Bački Jarak, 13 settembre 1993) è un calciatore serbo naturalizzato montenegrino, centrocampista della Stella Rossa.

## Carriera

### Club
Segna un gol con il Vojvodina contro la Sampdoria nel terzo turno dei preliminari di Europa League: il club serbo riuscì a battere il club genovese per 4-0 nella partita di andata, uscendone indenne dal doppio scontro.

### Nazionale
Ha giocato nella nazionale serba Under-21 e nella nazionale maggiore montenegrina.

## Statistiche

### Presenze e reti nei club
Statistiche aggiornate al 23 giugno 2025.
| Stagione                 | Squadra                  | Campionato               | Campionato | Campionato | Coppe nazionali | Coppe nazionali | Coppe nazionali | Coppe continentali | Coppe continentali | Coppe continentali | Altre coppe | Altre coppe | Altre coppe | Totale | Totale | Totale |
| Stagione                 | Squadra                  | Comp                     | Pres       | Reti       | Comp            | Pres            | Reti            | Comp               | Pres               | Reti               | Comp        | Pres        | Reti        | Pres   | Reti   |        |
| ------------------------ | ------------------------ | ------------------------ | ---------- | ---------- | --------------- | --------------- | --------------- | ------------------ | ------------------ | ------------------ | ----------- | ----------- | ----------- | ------ | ------ | ------ |
| 2012-2013                | Proleter Novi Sad        | PL                       | 24         | 5          | CS              | 1               | 0               | -                  | -                  | -                  | -           | -           | -           | 25     | 5      |        |
| ago. 2013                | Vojvodina                | SL                       | 0          | 0          | CS              | 0               | 0               | UEL                | 1                  | 0                  | -           | -           | -           | 1      | 0      |        |
| 2013-gen. 2014           | Proleter Novi Sad        | PL                       | 15         | 6          | CS              | 1               | 0               | -                  | -                  | -                  | -           | -           | -           | 16     | 6      |        |
| Totale Proleter Novi Sad | Totale Proleter Novi Sad | Totale Proleter Novi Sad | 39         | 11         |                 | 2               | 0               |                    | -                  | -                  |             | -           | -           | 41     | 11     |        |
| gen.-giu. 2014           | Vojvodina                | SL                       | 10         | 2          | CS              | 2               | 0               | UEL                | -                  | -                  | -           | -           | -           | 12     | 2      |        |
| 2014-2015                | Vojvodina                | SL                       | 26         | 10         | CS              | 2               | 0               | UEL                | 2                  | 1                  | -           | -           | -           | 30     | 11     |        |
| 2015-gen. 2016           | Vojvodina                | SL                       | 20         | 8          | CS              | 2               | 0               | UEL                | 8                  | 2                  | -           | -           | -           | 30     | 10     |        |
| Totale Vojvodina         | Totale Vojvodina         | Totale Vojvodina         | 56         | 20         |                 | 6               | 0               |                    | 11                 | 3                  |             | -           | -           | 73     | 23     |        |
| 2016                     | BATĖ Borisov             | VL                       | 26         | 6          | KB              | 5               | 1               | UCL+UEL            | 4+2                | 0                  | SB          | 1           | 1           | 38     | 8      |        |
| 2017                     | BATĖ Borisov             | VL                       | 27         | 4          | KB              | 5               | 2               | UCL+UEL            | 4+8                | 0+4                | SB          | 1           | 1           | 45     | 11     |        |
| 2018                     | BATĖ Borisov             | VL                       | 25         | 7          | KB              | 6               | 5               | UCL+UEL            | 6+5                | 1+1                | SB          | 1           | 0           | 43     | 14     |        |
| Totale BATĖ Borisov      | Totale BATĖ Borisov      | Totale BATĖ Borisov      | 78         | 17         |                 | 16              | 8               |                    | 29                 | 6                  |             | 3           | 2           | 126    | 33     |        |
| gen.-giu. 2019           | Stella Rossa             | SL                       | 14         | 1          | CS              | 4               | 2               | UCL                | -                  | -                  | -           | -           | -           | 18     | 3      |        |
| 2019-2020                | Stella Rossa             | SL                       | 19         | 2          | CS              | 2               | 1               | UCL                | 10                 | 0                  | -           | -           | -           | 31     | 3      |        |
| 2020-2021                | Stella Rossa             | SL                       | 33         | 16         | CS              | 5               | 1               | UCL+UEL            | 3+7                | 3+0                | -           | -           | -           | 48     | 20     |        |
| 2021-2022                | Stella Rossa             | SL                       | 36         | 17         | CS              | 5               | 1               | UCL+UEL            | 4+10               | 1+4                | -           | -           | -           | 55     | 23     |        |
| 2022-2023                | Stella Rossa             | SL                       | 29         | 8          | CS              | 5               | 2               | UCL+UEL            | 3+4                | 1+0                | -           | -           | -           | 41     | 11     |        |
| 2023-2024                | Stella Rossa             | SL                       | 26         | 5          | CS              | 3               | 1               | UCL                | 5                  | 0                  | -           | -           | -           | 34     | 6      |        |
| 2024-2025                | Stella Rossa             | SL                       | 21         | 11         | CS              | 3               | 1               | UCL                | 7                  | 1                  | -           | -           | -           | 31     | 13     |        |
| Totale Stella Rossa      | Totale Stella Rossa      | Totale Stella Rossa      | 178        | 60         |                 | 27              | 9               |                    | 54                 | 10                 |             | -           | -           | 258    | 79     |        |
| Totale carriera          | Totale carriera          | Totale carriera          | 351        | 108        |                 | 51              | 17              |                    | 94                 | 19                 |             | 3           | 2           | 498    | 146    |        |

### Cronologia presenze e reti in nazionale
| Cronologia completa delle presenze e delle reti in nazionale ― Montenegro | Cronologia completa delle presenze e delle reti in nazionale ― Montenegro | Cronologia completa delle presenze e delle reti in nazionale ― Montenegro | Cronologia completa delle presenze e delle reti in nazionale ― Montenegro | Cronologia completa delle presenze e delle reti in nazionale ― Montenegro | Cronologia completa delle presenze e delle reti in nazionale ― Montenegro | Cronologia completa delle presenze e delle reti in nazionale ― Montenegro | Cronologia completa delle presenze e delle reti in nazionale ― Montenegro |
| Data                                                                      | Città                                                                     | In casa                                                                   | Risultato                                                                 | Ospiti                                                                    | Competizione                                                              | Reti                                                                      | Note                                                                      |
| ------------------------------------------------------------------------- | ------------------------------------------------------------------------- | ------------------------------------------------------------------------- | ------------------------------------------------------------------------- | ------------------------------------------------------------------------- | ------------------------------------------------------------------------- | ------------------------------------------------------------------------- | ------------------------------------------------------------------------- |
| 26-3-2017                                                                 | Podgorica                                                                 | Montenegro                                                                | 1 – 2                                                                     | Polonia                                                                   | Qual. Mondiali 2018                                                       | -                                                                         | 81’                                                                       |
| 1-9-2017                                                                  | Astana                                                                    | Kazakistan                                                                | 0 – 3                                                                     | Montenegro                                                                | Qual. Mondiali 2018                                                       | -                                                                         | 54’                                                                       |
| 4-9-2017                                                                  | Podgorica                                                                 | Montenegro                                                                | 1 – 0                                                                     | Romania                                                                   | Qual. Mondiali 2018                                                       | -                                                                         | 70’                                                                       |
| 5-10-2017                                                                 | Podgorica                                                                 | Montenegro                                                                | 0 – 1                                                                     | Danimarca                                                                 | Qual. Mondiali 2018                                                       | -                                                                         |                                                                           |
| 8-10-2017                                                                 | Varsavia                                                                  | Polonia                                                                   | 4 – 2                                                                     | Montenegro                                                                | Qual. Mondiali 2018                                                       | -                                                                         | 53’ 67’                                                                   |
| 23-3-2018                                                                 | Nicosia                                                                   | Cipro                                                                     | 0 – 0                                                                     | Montenegro                                                                | Amichevole                                                                | -                                                                         | 63’                                                                       |
| 27-3-2018                                                                 | Podgorica                                                                 | Montenegro                                                                | 2 – 2                                                                     | Turchia                                                                   | Amichevole                                                                | 1                                                                         | 67’                                                                       |
| 7-9-2018                                                                  | Ploiești                                                                  | Romania                                                                   | 0 – 0                                                                     | Montenegro                                                                | UEFA Nations League 2018-2019 - 1º turno                                  | -                                                                         |                                                                           |
| 10-9-2018                                                                 | Podgorica                                                                 | Montenegro                                                                | 2 – 0                                                                     | Lituania                                                                  | UEFA Nations League 2018-2019 - 1º turno                                  | -                                                                         |                                                                           |
| 11-10-2018                                                                | Podgorica                                                                 | Montenegro                                                                | 0 – 2                                                                     | Serbia                                                                    | UEFA Nations League 2018-2019 - 1º turno                                  | -                                                                         | 73’                                                                       |
| 14-10-2018                                                                | Vilnius                                                                   | Lituania                                                                  | 1 – 4                                                                     | Montenegro                                                                | UEFA Nations League 2018-2019 - 1º turno                                  | -                                                                         |                                                                           |
| 17-11-2018                                                                | Belgrado                                                                  | Serbia                                                                    | 2 – 1                                                                     | Montenegro                                                                | UEFA Nations League 2018-2019 - 1º turno                                  | -                                                                         |                                                                           |
| 20-11-2018                                                                | Podgorica                                                                 | Montenegro                                                                | 0 – 1                                                                     | Romania                                                                   | UEFA Nations League 2018-2019 - 1º turno                                  | -                                                                         | 61’                                                                       |
| 22-3-2019                                                                 | Sofia                                                                     | Bulgaria                                                                  | 1 – 1                                                                     | Montenegro                                                                | Qual. Euro 2020                                                           | -                                                                         |                                                                           |
| 25-3-2019                                                                 | Podgorica                                                                 | Montenegro                                                                | 1 – 5                                                                     | Inghilterra                                                               | Qual. Euro 2020                                                           | -                                                                         |                                                                           |
| Totale                                                                    |                                                                           | Presenze                                                                  | 15                                                                        |                                                                           | Reti                                                                      | 1                                                                         |                                                                           |

## Palmarès

### Club

#### Competizioni nazionali
- Coppa di Serbia: 6

Vojvodina: 2013-2014
Stella Rossa: 2020-2021, 2021-2022, 2022-2023, 2023-2024, 2024-2025
- Campionato bielorusso: 3

BATĖ Borisov: 2016, 2017, 2018
- Supercoppa di Bielorussia: 2

BATĖ Borisov: 2016, 2017
- Campionato serbo: 7

Stella Rossa: 2018-2019, 2019-2020, 2020-2021, 2021-2022, 2022-2023, 2023-2024, 2024-2025